# گاگاتلی
گاگاتلی (به لاتین: Gagatli) یک منطقهٔ مسکونی در روسیه است که در داغستان واقع شده‌است. گاگاتلی ۵٬۵۹۱ نفر جمعیت دارد.